# Pitcairnia inaequalis
Pitcairnia inaequalis är en gräsväxtart som beskrevs av Wilhelm Weber. Pitcairnia inaequalis ingår i släktet Pitcairnia och familjen Bromeliaceae. Inga underarter finns listade i Catalogue of Life.